# 알렉산더 버크먼
알렉산더 버크먼(영어: Alexander Berkman, 1870년 11월 12일 ~ 1936년 6월 28일)은 아나키스트로 활발한 정치 활동, 저술 활동으로 유명했다. 20세기 초반 아나키스트 운동을 이끈 대표적 인물이다.
러시아 제국 시절 빌뉴스에서 태어났으며 1888년에 미국으로 이주했다. 뉴욕에 살면서 아나키스트 운동에 관여하기 시작했다. 아나키스트 옘마 골드만과는 연인이자 일생 동안의 친구였다. 1892년에 행위를 통한 선전(propaganda of the deed)의 행동으로 사업가 헨리 클레이 프릭을 암살하려다 실패했으며, 이후 14년동안 감옥에 있었다. 감옥에서의 경험을 바탕으로 그의 첫 저서, 《한 아나키스트의 감옥 경험》(Prison Memoirs of an Anarchist)를 냈다.
감옥에서 풀려난 이후에 버크먼은 골드만의 아나키스트 저널 어머니 지구(Mother Earth)에서 편집장을 맡았고, 버크만 자신이 블래스트(The Blast)라는 이름의 저널을 만들었다. 1917년, 새롭게 실시된 징병제에 반대해 골드만과 함께 2년형을 선고받았다. 감옥에서 나온 뒤에 수백명의 다른 사람들과 함께 체포되어 러시아로 추방되었다. 처음엔 10월 혁명을 지지하는 입장이었지만, 소비에트 연방의 폭력 행사와 압제를 본 후에는 반대의 목소리를 냈다. 1925년에 러시아에서의 경험을 바탕으로 《볼셰비키는 거짓이다》(The Bolshevik Myth)라는 제목의 책을 냈다.
이후 프랑스에서 살며 아카니스트 운동을 지원하는 일을 계속하며, 아나키스트 운동에 대한 설명을 담은 책 《현재와 미래: 공산주의적 아나키즘 입문》(Now and After: The ABC of Communist Anarchism)을 냈다. 이후 건강이 악화되었고, 1936년 자살로 생을 마감했다.